# Rajd Dakar 1979
Rajd Dakar 1979 – pierwsza edycja rajdu. Wystartował 26 grudnia 1978 z Paryża, zakończył się 14 stycznia 1979 w Dakarze. W rajdzie wystartowało 90 motocykli, 80 samochodów i 14 ciężarówek. Ostatecznie rywalizację ukończyło 24 motocykle i 50 samochodów, żadna z 14 ciężarówek nie dojechała do mety. Całkowita długość trasy wynosiła 10 000 km, w tym 3168 km odcinków specjalnych.

## Etapy
| Etap | Data                  | Skąd                    | Dokąd                   | Odległość               |                         |
| ---- | --------------------- | ----------------------- | ----------------------- | ----------------------- | ----------------------- |
| 1    | 26 grudnia            | Paryż                   | Montlhéry               |                         |                         |
| 2    | 27 grudnia            | Montlhéry               | Marsylia                | 3,6 km                  |                         |
|      | 28 grudnia-30 grudnia | Przeprowadzka do Afryki | Przeprowadzka do Afryki | Przeprowadzka do Afryki | Przeprowadzka do Afryki |
| 3    | 31 grudnia            | Algier                  | In Salah                | 960 km                  |                         |
| 4    | 1 stycznia            | In Salah                | Reggane                 | 270 km                  |                         |
| 5    | 2 stycznia            | Reggane                 | Tamanrasset             | 1140 km                 |                         |
| 6    | 3 stycznia            | Tamanrasset             | In Guezzam              | 373 km                  |                         |
| 7    | 4 stycznia            | Assamakka               | Arlit                   | 230 km                  |                         |
| 8    | 5 stycznia            | Arlit                   | Agadez                  | 231 km                  |                         |
| 9    | 6 stycznia            | Agadez                  | Niamey                  | 920 km                  |                         |
| 10   | 7 stycznia            | Niamey                  | Gao                     | 448 km                  |                         |
|      | 8 stycznia            | Dzień przerwy           | Dzień przerwy           | Dzień przerwy           | Dzień przerwy           |
| 11   | 9 stycznia            | Gao                     | Mopti                   | 600 km                  |                         |
| 12   | 10 stycznia           | Mopti                   | Bamako                  | 650 km                  |                         |
| 13   | 11 stycznia           | Bamako                  | Nioro                   | 417 km                  |                         |
| 14   | 12 stycznia           | Nioro                   | Kayes                   | 270 km                  |                         |
| 15   | 13 stycznia           | Kayes                   | Bakel                   | 69 km                   |                         |
| 16   | 14 stycznia           | Bakel                   | Dakar                   | 96 km                   |                         |

## Klasyfikacja końcowa

### Motocykle
| Pozycja                          | Kierowca         | Motocykl     |
| -------------------------------- | ---------------- | ------------ |
| 1                                | Cyril Neveu      | Yamaha XT500 |
| 2                                | Gilles Comte     | Yamaha       |
| 3                                | Philippe Vassard | Honda        |
| Rajd ukończyło 24 motocykle z 90 |                  |              |

### Samochody
| Pozycja                           | Kierowca        | Pilot             | Samochód    |
| --------------------------------- | --------------- | ----------------- | ----------- |
| 1                                 | Alain Génestier | Joseph Terbiaut   | Range Rover |
| 2                                 | Claude Marreau  | Bernard Marreau   | Renault     |
| 3                                 | Cesare Giraudo  | Antonio Cavalleri | Fiat        |
| Rajd ukończyło 50 samochodów z 80 |                 |                   |             |

## Wypadki
- Francuski motocyklista Patrick Dodin zginął 6 stycznia w okolicach Agadezu.